# Dąbrowa (powiat ostródzki)
Dąbrowa – osada w Polsce położona w województwie warmińsko-mazurskim, w powiecie ostródzkim, w gminie Dąbrówno. Wieś jest częścią składową sołectwa Gardyny.
W latach 1975–1998 miejscowość administracyjnie należała do województwa olsztyńskiego.